# Viola bezdelevae
Viola bezdelevae är en violväxtart som beskrevs av V.N. Voroshilov. Viola bezdelevae ingår i släktet violer, och familjen violväxter. Inga underarter finns listade i Catalogue of Life.